# ريغوبيرتو غوميز
ريغوبيرتو غوميز (بالإسبانية: Rigoberto Gómez)‏ هو لاعب كرة قدم غواتيمالي وهندوراسي في مركز الوسط، ولد في 9 يناير 1977 في تيغوسيغالبا في هندوراس. شارك مع منتخب غواتيمالا لكرة القدم. أما مع النوادي، فقد لعب مع نادي كوميونيكيشنس.

## وصلات خارجية
- ريغوبيرتو غوميز على موقع الاتحاد الدولي (مؤرشف)  (الإنجليزية)
- ريغوبيرتو غوميز على موقع قاعدة بيانات كرة القدم.إي يو (الإنجليزية)
- ريغوبيرتو غوميز على موقع ناشيونال فوتبول تيمز (الإنجليزية)